# Peter Taaffe
Peter Taaffe (Birkenhead, 7 de abril de 1942 – 23 de abril de 2025) fue un político y activista británico, destacado por su liderazgo en el movimiento socialista del Reino Unido. Fue secretario general del Partido Socialista de Inglaterra y Gales desde 1997 hasta 2020 y una figura clave en la tendencia Militant, un grupo trotskista que operó dentro del Partido laborista.

## Primeros años
Peter Taaffe nació el 7 de abril de 1942 en Birkenhead, Cheshire, en una familia de clase trabajadora. Fue uno de los seis hijos de un obrero metalúrgico. En 1960, fue reclutado por Ted Grant para unirse a un grupo trotskista que más tarde se convertiría en la tendencia Militant. Este movimiento buscaba promover ideas marxistas dentro del Partido Laborista.

## Carrera política
En 1964, Taaffe fundó el periódico Militant, que se convirtió en el principal medio de comunicación del movimiento trotskista en el Reino Unido. Durante su liderazgo, el grupo Militant ganó notoriedad por su estrategia entrista, que consistía en influir en el Partido Laborista desde dentro.
En 1983, Taaffe y otros miembros del consejo editorial de Militant fueron expulsados del Partido Laborista debido a sus actividades entristas. A pesar de esto, continuó liderando el movimiento, que en 1997 se transformó en el Partido Socialista de Inglaterra y Gales

## Influencia en Liverpool
Taaffe desempeñó un papel destacado en las políticas del Ayuntamiento de Liverpool entre 1983 y 1987, cuando el consejo, controlado por miembros de Militant, implementó medidas socialistas radicales. Según Derek Hatton, sublíder del consejo, Taaffe fue una figura clave en la formulación de estas políticas. Durante este período, el consejo desafió al gobierno de Margaret Thatcher al negarse a implementar recortes presupuestarios.

## Campaña contra el Poll Tax
Entre 1988 y 1991, Taaffe fue una figura central en la oposición al impuesto comunitario (Community Charge), una medida fiscal impopular introducida por el gobierno de Thatcher. La campaña, que incluyó protestas masivas y resistencia civil, contribuyó a la eventual abolición del impuesto y al declive político de Thatcher.

## Liderazgo en el Partido Socialista
En 1997, Taaffe se convirtió en el primer secretario general del Partido Socialista, cargo que ocupó hasta 2020. Durante su mandato, trabajó para consolidar el partido como una fuerza política independiente, enfocada en la defensa de los derechos de la clase trabajadora. En 2020, fue sucedido por Hannah Sell, aunque permaneció activo en el comité ejecutivo como Secretario Político hasta su fallecimiento.

## Fallecimiento y legado
Peter Taaffe falleció el 23 de abril de 2025, a los 83 años, tras un período prolongado de problemas de salud. En su obituario, la Secretaría Internacional del Comité por una Internacional de los Trabajadores (CWI) lo describió como «una inspiración para aquellos de origen obrero, demostrando lo que se puede lograr teórica y culturalmente». Otras organizaciones no pertenecientes a esta internacional, como Izquierda Revolucionaria, publicaron obituarios y condolencias, reconociendo sus aportaciones al movimiento obrero.
Su legado incluye su papel en la promoción del socialismo marxista en el Reino Unido y su liderazgo en campañas clave como la oposición al Poll Tax. También es recordado por su contribución teórica y su capacidad para inspirar a activistas de clase trabajadora.